# 侯树栋
侯树栋（1934年—2023年1月13日），河北武强人，中国人民解放军将领、中国人民解放军中将。
1993年，授予中国人民解放军中将，曾任国防大学副校长。